# 韩国总统代理顺序
韩国总统代理顺序（韓語：대한민국 대통령 권한대행）法源來自《大韩民国宪法》與《大韓民國政府組織法》。根据现行的第六共和国宪法，当总统出缺时，由国务总理和国务委员依次代理韩国总统职务。《大韩民国政府組織法》則規定進一步韩国国务会议內的代理顺序。根据宪法法院的判例和国会的决议，此时的任职者只是代理性质，而非真正继任为总统。

## 代理顺序
根據韓國國會立法調査處，韩国总统代理顺序分別規定在《大韩民国宪法》（대한민국헌법）第71條以及《大韩民国政府組織法》（정부조직법）第22條與第26條。《宪法》第71條規定总统出缺时，由国务总理、以及法定国务委员規定代行韩国总统职务；而《政府組織法》第22條則規定国务总理出缺时，由兩位副总理代行（法律規定由企划财政部與教育部部长兼任）；若兩位副總理皆出缺，則由《政府組織法》第26條列定的順序代行。
本列表參照前述說明與法律為基礎製作。粗体表示正在代理。
| 順序 | 職務                         | 現任                 | 肖像                 | 政黨                 |
| ---- | ---------------------------- | -------------------- | -------------------- | -------------------- |
| 1    | 国务总理                     | 金民錫               |                      | 共同民主党           |
| 2    | 经济副总理兼任企划财政部部长 | 具润哲               |                      | 无党籍               |
| -    | 社会副总理兼任教育部部长     | 空缺（候任：崔教振） | 空缺（候任：崔教振） | 空缺（候任：崔教振） |
| 3    | 科学技术情报通信部部长       | 裴慶勳               |                      | 无党籍               |
| 4    | 外交部部长                   | 赵显                 |                      | 共同民主党           |
| 5    | 统一部部长                   | 郑东泳               |                      | 共同民主党           |
| 6    | 法务部部长                   | 郑成湖               |                      | 共同民主党           |
| 7    | 国防部部长                   | 安圭伯               |                      | 共同民主党           |
| 8    | 行政安全部部长               | 尹昊重               |                      | 共同民主党           |
| 9    | 國家報勳部部长               | 權五乙               |                      | 共同民主党           |
| 10   | 文化体育观光部部长           | 崔輝永               |                      | 无党籍               |
| 11   | 农林畜产食品部部长           | 宋美玲               |                      | 无党籍               |
| 12   | 产业通商资源部部长           | 金正官               |                      | 无党籍               |
| 13   | 保健福祉部部长               | 鄭銀敬               |                      | 无党籍               |
| 14   | 环境部部长                   | 金星焕               |                      | 共同民主党           |
| 15   | 雇佣劳动部部长               | 金荣训               |                      | 共同民主党           |
| -    | 女性家族部部长               | 空缺（候任：元玟京） | 空缺（候任：元玟京） | 空缺（候任：元玟京） |
| 16   | 国土交通部部长               | 金润德               |                      | 共同民主党           |
| 17   | 海洋水产部部长               | 田载秀               |                      | 共同民主党           |
| 18   | 中小企业和初创企业部部长     | 韓聖淑               |                      | 无党籍               |

## 代理顺序沿革
1948年第一共和国时期初创的宪法，在第52條设置了副总统职位：总统不能执行职权时由副总统代行职权，副总统也不能执行职权时由国务总理代行职权。总统、副总统缺位时，国会当“即行补选”。1952年总统、副总统职务改为全民普选。1954年将副总统也不能职权时的情况改为由国务委员依次代行职权，并规定总统、副总统均缺位时应在三个月内完成补选。
1960年国会审议宪法修正案期间一度由国会议长临时代理职权，通过新宪法创立第二共和国后，总统重新改为国会选举，不设副总统职位，当总统缺位时，由参议院议长、民议院议长、总理依次代行职权，总统缺位时的补选时长限制也去掉了具体时限。條文同樣規定於第52條。
第二共和国持续时间不长，旋即于1961年被朴正熙发动军事政变夺权，并通过新宪法于1963年生效，创立第三共和国。新宪法第70條规定总统缺位时由总理，或法定国务委员行使职权。
1972年，朴正熙再度修改宪法，创设第四共和国体制。當中的第48條規定总统缺位时，由总理或法定国务委员代行职权。1979年，全斗焕发动军事政变夺权，并于1980年修改宪法创立第五共和国。代行規定放在第46條，內文不變。
此后，1987年修宪建立第六共和国，该版宪法沿用至今未做改动。现行韩国宪法第四章第1节第71条规定：
总统缺位或因故不能履行总统职务时，由国务总理或依次由法定国务委员代行其职权。 

## 具体应用

### 李承晚倒台（第一、二共和国）

#### 四一九运动
1960年3月总统舞弊选举在韩国社会间引发轩然大波，在民主运动的压力下，4月26日李承晚宣布辞职并流亡夏威夷:158-183:68-69，副总统张勉身为这次选举的反对派领袖早已于23日辞职，而新当选的候任副总统李起鹏又于28日在风波中被长子刺杀。于是国务总理许政27日起出任代行。

#### 宪法修改
在民主运动的声浪中，韩国国会决定修正宪法，6月16日，一度临时授权国会议长接过代行权限，改由郭尚勋代行。

#### 第二共和国
6月15日通过并生效的新宪法规定，总统缺位时由参议院议长、民议院议长、国务总理依次代行。6月22日制宪会议结束后，由于参、民两院为新设立的机构（用来取代之前的一院制国会），尚未有议长，故国务总理许政再度代行。8月8日白乐濬当选参议院议长，开始代行直至12日新总统选出。

### 朴正熙政变（第二共和国）
1961年5月，朴正熙发动军事政变，建立军事革委会，后改组为国家重建最高会议，1962年3月尹潽善正式辞去总统职务:80，朴正熙未受二共宪法严格约束，以重建会议议长身份代行总统职权:80，直至1963年他自己正式当选第三共和国宪法体制下的总统。:82-83:79

### 第四共和国

#### 朴正熙遇刺
1979年10月朴正熙遇刺:138-140:244-275，此时宪法规定由国务总理代行职权，故总理崔圭夏开始代行，直至12月他自己正式当选总统为止。

#### 全斗焕政变
崔圭夏正式就任总统后不久，全斗焕便发动了双十二政变，1980年8月16日，崔圭夏正式辞职，并根据四共宪法，由代总理朴忠勋代行，直至27日全斗焕当选新总统。

### 第六共和国

#### 卢武铉弹劾案
2004年3月9日，新千年民主党和大国家党联合发起对卢武铉的弹劾，12日，国会通过弹劾案，卢武铉职权被暂停，等待宪法法院审判。国务总理高建开始代行职权，直至5月14日，宪法法院否决弹劾。

#### 朴槿惠弹劾案
2016年12月3日，因闺蜜崔顺实干政案，共同民主党、国民之党、正义党等党派联合提出对朴槿惠的弹劾案，9日通过弹劾，由国务总理黄教安代行，直至2017年5月10日文在寅当选新总统。

#### 尹锡悦弹劾案
2024年12月3日晚间，尹锡悦突然违宪发动不许国会开会的戒严，4日反对党联合发动弹劾，但于7日因执政党抵制弹劾缺席表决导致表决人数未超过法定标准；12日反对党发动第二次弹劾，并于14日表决，由于尹锡悦此间新的行径引发哗然，执政党不再抵制表决，因而通过。国务总理韩悳洙开始代行，直至他自己于27日亦被弹劾为止。

##### 韩悳洙弹劾案
2024年12月26日，由于韩悳洙拒绝任命宪法法院法官以审判尹锡悦弹劾案，其国务总理职务被共同民主党发动弹劾，并于27日表决通过，因其总理职务被停职，他也就丧失了代行总统职权的权力，改由国务委员、经济副总理兼企划财政部长崔相穆代行总统和总理职权。这是韩国第一次由副总理代行总统职务。崔相穆代行职权直至2025年3月24日宪法法院驳回弹劾为止。

##### 韩悳洙辞职参选
2025年5月1日，韩悳洙为参选总统宣布辞去国务总理职务，任期于2日凌晨终止，此时按法律将由崔相穆再度出任代行职权，但由于同一天大法院破例火速决定将共同民主党候选人李在明的相关案件发回二审法院重审，共同民主党质疑此举系尹锡悦任命的大法院院长曹喜大在干涉选举，当晚便提起对崔相穆的弹劾案，崔相穆在表决完成前即刻辞职并得到韩悳洙批准，因此转由国务委员、社会副总理兼教育部长李周浩代行总统和总理职权至6月3日新总统李在明当选为止。

## 延伸閱讀
- 김영은. . www.yna.co.kr.   [2025-05-13].
- YouTube上的대통령 권한대행, 어떤 순서로?…변수는 '계엄' 국무회의 참석? / SBS / 편상욱의 뉴스브리핑